# Championnat d'Europe de polo 2008
Navigation
Édition précédente Édition suivante
Le championnat d'Europe de polo 2008, septième édition du championnat d'Europe de polo, a lieu en 2008 à Hambourg, en Allemagne. Il est remporté par l'Angleterre.